# Abutilon herzogianum
Abutilon herzogianum är en malvaväxtart som beskrevs av R. E. Fries. Abutilon herzogianum ingår i släktet klockmalvor, och familjen malvaväxter. Inga underarter finns listade i Catalogue of Life.